# Грундиг, Макс
Макс Грюндиг (нем. Max Grundig; 7 мая 1908, Нюрнберг — 8 декабря 1989, Баден-Баден) — немецкий предприниматель, основатель всемирно известного концерна радиоэлектроники Grundig.

## Молодой энтузиаст и предприниматель
Макс Грюндиг родился 7 мая 1908 года в Нюрнберге. После ранней смерти отца семейства Эмиля, Макс вместе со своими тремя сестрами вырос в довольно скромных условиях. В возрасте 16 лет он активно начал интересоваться радио — новшеством тех лет. Так у себя дома он смастерил свой первый детекторный аппарат. В скором времени молодой энтузиаст преобразовал квартиру семьи в экспериментальную лабораторию. В 1930 году в городе Фюрт Макс Грюндиг вместе с компаньоном открыли специализированный магазин для радиоприборов (нем. Radio-Vertrieb Fürth, Grundig & Wurzer, Handel mit Radiogeräten). С этого момента и начался его небывалый успех. Вскоре Грюндиг взял на работу своих трех сестер, выплатил совладельцу стоимость его доли и уже в 1938 году выпускал около 30 000 маленьких трансформаторов.

## Подъём после Второй мировой войны
Фактический расцвет Макса Грюндига как ведущего производителя бытовой электроники начался после Второй мировой войны. 15 мая 1945 г. Грюндиг открыл производство универсальных трансформаторов на Якобинерштрассе № 24 в городе Фюрт — исходный центр его всемирного известного концерна. В дополнение к трансформаторам Грюндиг вскоре стал производить устройства для испытания ламп. Поскольку производство радиоприемников подлежало обязательной регистрации и уплате большого налога, у Грюндига возникла новаторская мысль, разработать конструктор, из которого любой человек мог сам легко собрать радио. Он реализовал конструктор в качестве «игрушки» под названием «Хайнцельманн» (в переводе: «домовой»).
После денежной реформы Макс Грюндиг стремительно расширял свою производственную программу в рамках нового фирменного имени «Grundig Radio-Werke GmbH». Его продукция заполняла растущий массовый рынок. С 1952 года Макс Грюндиг являлся крупнейшим европейским производителем радиоаппаратуры и крупнейшим в мире производителем магнитофонов.
Грюндиг постепенно превращался в поставщика бытовой электроники — с 1951 года он занял нишу производства и продажи телевизоров, а в 1954 году в перечне его продукции появились диктофоны. В 1971 году фирма преобразовалось в акционерное общество «Grundig AG». В 70-е годы баварская компания из региона Франков относилась к ведущим корпорациям страны, в 1979 году в ней работало более 38.000 сотрудников — дело всей жизни Макса Грюндига было построено практически с нуля — на руинах разрушенной войной Германии.

## Видеомагнитофон
Во второй половине 70-х годов потребители познакомились с уникальной инновацией в мире бытовой электроники — с видеомагнитофоном. В то же время на мировом рынке в большом количестве появились серьезные конкуренты из Японии, а позже и из других стран Дальнего Востока. Хотя европейские бренды «Philips» и «Grundig» являлись обладателями технически более совершенных характеристик видеомагнитофона, все же японская система VHS взяла верх в конкурентной схватке. Правила игры на рынке бытовой техники существенно изменились. Борьба вокруг внедрения видеостандарта показала, что отстоять ведущие позиции в бытовой электронике удастся только за счет финансовой силы концернов мирового масштаба. В 1979 году Макс Грюндиг решил отдать голландскому конкуренту «Philips» миноритарный пакет акций. В 1984 году Грюндиг начал основательную перестройку структуры собственности в его компаниях, которая была завершена спустя два десятилетия.

## После 1989

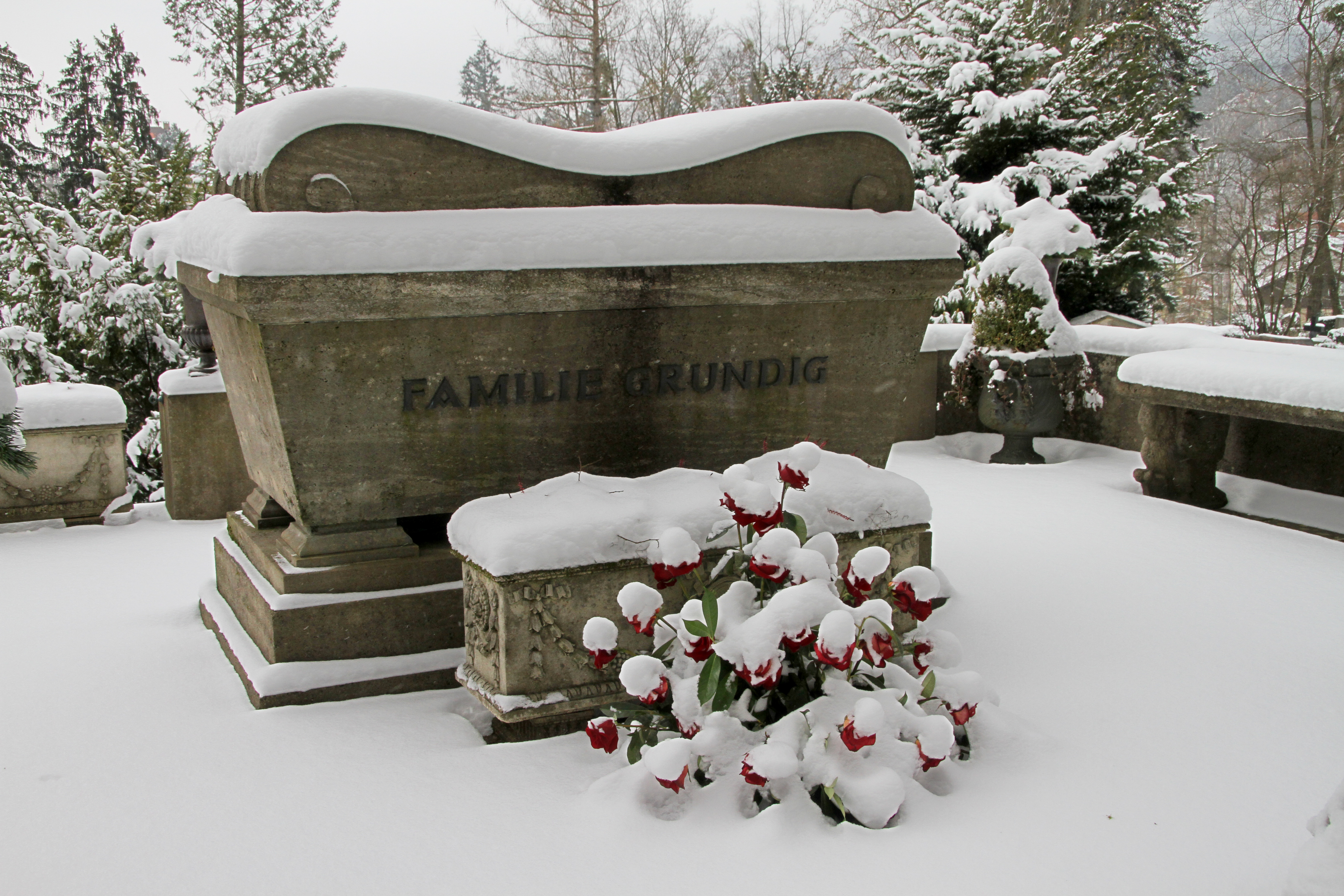
Могильный памятник на главном кладбище Баден-Бадена

После затяжного финансового кризиса Grundig AG в 2003 было официально объявлено о банкротстве . С 2008 100 % "Grundig Intermedia GmbH" принадлежат турецкой фирме Arçelik, холдинга Koç Holding. Под маркой «Grundig» в Стамбуле производятся ЖКИ телевизоры, контроль за качеством продукции осуществляется бывшими инженерами фирмы «Грюндиг». В Нюрнберге сохранились бюро по реализации продукции и части отдела по инновациям и разработке.
Макс Грюндиг умер 8 декабря 1989 года в Баден-Бадене. Бренд «Grundig» сохранился до сегодняшнего дня в качестве названия инновационных устройств бытовой электроники. Сам Макс Грюндиг останется в памяти немцев как промышленный пионер во время экономического чуда после Второй мировой войны. Его партнеры и коллеги вспоминают Макса Грюндига как необыкновенно талантливого предпринимателя и личность, однако, склонную к самолюбованию и авторитарному мировоззрению.

## Награды
- Орден «За заслуги перед Федеративной Республикой Германия»
- Почётный знак «За заслуги перед Австрийской Республикой»
- Баварский орден «За заслуги»
- Орден Заслуг (Баден-Вюртемберг)
- Кольцо Почёта Эдуарда Рейна (1982)